# 7864 Borucki
7864 Borucki este o planetă minoră (asteroid), cu un diametru de 15,286 km, din centura de asteroizi. A fost descoperită pe 14 martie 1982 la Observatorul Kleť de Antonín Mrkos și a fost numită după William J. Borucki⁠(d). 
Obiectul prezintă o orbită caracterizată de o semiaxă mare de 2,7035514 UAi, o excentricitate de 0,04, o înclinație de 9,35561 ° în raport cu ecliptica.